# Gennadij Zjuganov
Gennadij Andreevič Zjuganov (in russo Генна́дий Андре́евич Зюга́нов?; Mymrino, 26 giugno 1944) è un politico e fisico russo, fino al 1991 sovietico.
Esponente del Partito Comunista della Federazione Russa (KPRF), si è candidato varie volte (nel 1996, nel 2000, nel 2008 e nel 2012) alle elezioni presidenziali, risultando sempre il secondo candidato più votato.
Faceva parte del Partito Comunista dell'Unione Sovietica (PCUS), ed era contrario alla perestrojka e a Michail Gorbačëv.
Ha scritto documenti influenti nei primi anni '90 attaccando Boris El'cin e chiedendo un ritorno al socialismo pre-Gorbačëv. A quel tempo è stato, nel 1993, uno dei fondatori del KPRF, diventando uno dei segretari del Comitato Centrale e Segretario Generale.
Di fronte alla situazione creata in Russia dopo la perestrojka, Zjuganov ha guadagnato popolarità. Nel 1996, era un forte rivale alla presidenza contro Boris El'cin. Coincidendo in alcuni elementi con i nazionalisti russi, attaccò la diffusione di idee occidentali nella società russa e mostrò il suo desiderio che la Russia tornasse ad essere una grande nazione. Questo lo ha portato a manifestare il desiderio che comunisti, nazionalisti e ortodossi collaborino per la ricostruzione del Paese.
Zjuganov è di fede ortodossa, valuta Gesù Cristo come il primo comunista della storia, e sostiene che la Bibbia debba essere interpretata in chiave socialista.

## Biografia

### Nell'URSS
Gennadij Zjuganov nasce a Mymrino, un villaggio dell'oblast' di Orël (a sud di Mosca), da una famiglia di insegnanti. Si laurea in fisica e diventa insegnante di questa materia. Dal 1963 al 1966 lavora occupandosi di radiologia, biologia e chimica presso il Gruppo di forze sovietiche in Germania. Poco dopo, aderisce al Partito Comunista dell'Unione Sovietica.
Sempre nel 1966 torna all'insegnamento e nella seconda metà degli anni sessanta sposa sua moglie, Nadežda, e completa i suoi studi (1969). Nel 1967 diventa segretario della Gioventù Comunista (Komsomol) della sua città e capo regionale per l'ideologia e la propaganda dell'organizzazione.
Nel 1978 si iscrive a una scuola d'élite del partito a Mosca, l'Accademia delle Scienze Sociali, ottenendo un post-dottorato in fisica medica nel 1980. Dal 1980 al 1983 è capo del dipartimento di propaganda del PCUS regionale di Orël. Nel 1983 gli viene affidata una posizione di alto livello nella capitale sovietica come insegnante nel dipartimento di propaganda del partito.

### Opposizione al governo di El'cin e Jakovlev
Negli anni ottanta Zjuganov si pone contro la perestrojka e il glasnost' di Michail Gorbačëv, facendo del dipartimento propagandistico del partito un focolaio di protesta contro i due tentativi di riforma. Contrario alla dissoluzione dell'URSS, avversa anche Boris El'cin e Aleksandr Nikolaevič Jakovlev, contro il quale pubblicò, nel maggio del 1991, un articolo molto critico intitolato Architetto tra le rovine.
Il 14 febbraio 1993 è tra i fondatori del Partito Comunista della Federazione Russa, del quale è fin dall'inizio portavoce, membro del comitato centrale e segretario nazionale. Alle elezioni presidenziali del 1996 il Partito Comunista ottiene il 32% dei voti al primo turno e il 40,3% dei consensi al ballottaggio, venendo sconfitto da El'cin (con accuse internazionali di pesanti brogli e di interferenze statunitensi nel processo elettorale).

### Nella Russia di Putin
Si candida ancora alla presidenza della Russia per i comunisti nelle elezioni presidenziali del 2000, alle quali ottiene il 29,21% dei voti (venendo sconfitto al primo turno da Vladimir Putin), e di nuovo nel 2008. In ognuna delle tre candidature risulta essere il principale esponente dell'opposizione.
Il giorno del 65º compleanno di Zjuganov nel giugno 2009, il Primo ministro Vladimir Putin gli ha presentato una copia della prima edizione sovietica del Manifesto del Partito Comunista. In occasione del compleanno del leader sovietico Iosif Stalin, il 21 dicembre 2010, Zjuganov ha chiesto la ristalinizzazione della società russa in una lettera aperta al presidente Medvedev.

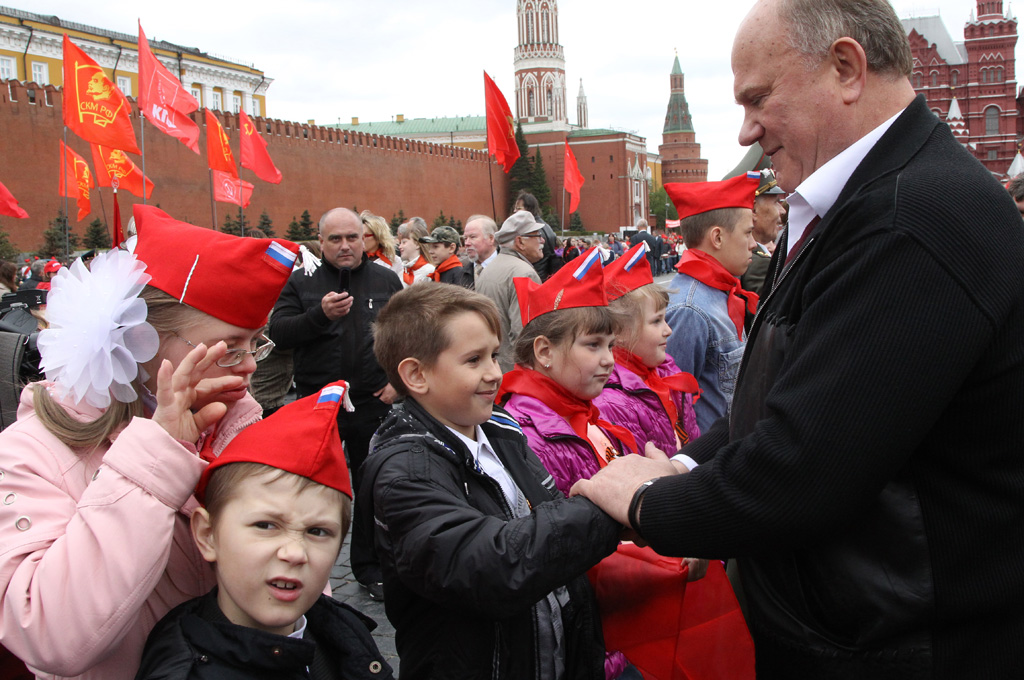
Campagna di Zjuganov nella Piazza Rossa

Dopo il discorso annuale di Putin al parlamento il 20 aprile 2011, Zjuganov lo ha criticato come inadeguato nell'affrontare il declino economico della Russia e ha avvertito che "se le elezioni parlamentari e presidenziali sono sporche come prima, la situazione si svilupperà con la primavera araba lungo lo scenario nordafricano". Zjuganov ha denunciato irregolarità elettorali nelle elezioni legislative russe del 2011, ma ha anche espresso la sua opposizione agli organizzatori delle manifestazioni di massa del dicembre 2011, che ha definito liberali che sfruttavano i disordini. Il Partito Comunista giocò solo un ruolo minore nelle proteste, con uno dei suoi oratori, che chiedeva il ripristino del potere sovietico e fu fischiato fuori dal palco. I raduni del partito il 18 dicembre 2011, per protestare contro le irregolarità elettorali a Mosca e San Pietroburgo, hanno visto la partecipazione solo di poche migliaia, per lo più anziani, sostenitori del partito. Secondo il New York Times "è discutibile che Zjuganov, a causa della sua età e associazione con le politiche sovietiche, sarà in grado di capitalizzare l'opportunità offerta dal disgusto popolare con il regime di Putin, o mobilitare il sostegno popolare di massa al suo partito".

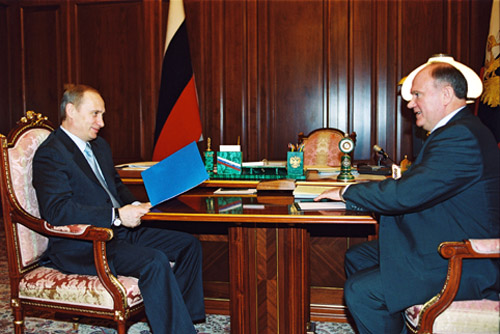
Vladimir Putin e Zjuganov

Zjuganov è un duro critico del presidente Vladimir Putin, ma afferma che le sue ricette per il futuro della Russia sono fedeli alle sue radici sovietiche. Zjuganov spera di rinazionalizzare tutte le principali industrie e crede che l'URSS sia stato "lo Stato più umano della storia umana".
Zjuganov ha sostenuto con entusiasmo l'annessione della Crimea da parte della Russia così come l'insurrezione filo-russa, per la quale il pubblico ministero ucraino ha avviato contro di lui un procedimento penale (così come contro Vladimir Žirinovskij e Sergej Mironov).

#### Invasione russa dell'Ucraina del 2022
Nel febbraio 2022, Zjuganov ha sostenuto l'invasione russa dell'Ucraina mentre alcuni membri più giovani del suo partito si pronunciarono pubblicamente contro la guerra, condannandola come "imperialista" e contraria ai principi marxisti-leninisti.
Nel marzo 2022, cita la teoria del complotto sulle armi biologiche ucraine.
Nel settembre 2022, Zjuganov (esprimendo le sue opinioni sul sito web del Partito Comunista), ha descritto una presunta necessità della massima mobilitazione della Russia nel suo sforzo bellico contro l'Ucraina, descrivendo il conflitto come una guerra contro l'America, l'Europa e la NATO.  Il 13 settembre, ha detto alla Duma di Stato che "l'operazione militare speciale [in Ucraina] si è trasformata in una guerra a tutti gli effetti".

## Vita privata
Sua moglie, Nadežda Zjuganova (nata Ameličeva), si è laureata presso il Dipartimento di Storia dell'Istituto Pedagogico di Orël. Hanno due figli: Andrej (1968) e Tat'jana (1974). Hanno anche sette nipoti e una nipote.

## Opere

### Libri
- Stato e potenza, a cura di M. Montanari, Edizioni all’insegna del Veltro, Parma, 1999.
- La mia Russia, Anteo Edizioni, 2015.

### Articoli
- La Russia al bivio. I problemi cruciali della nuova Russia e le soluzioni proposte dal leader comunista, (numero monografico de Il Calendario del Popolo, anno 52°, n. 599), Milano, Nicola Teti Editore, 1996.